# Médaille du jubilé d'argent d'Élisabeth II
La médaille du jubilé d'argent d'Élisabeth II (Queen Elizabeth II Silver Jubilee Medal en anglais) est une médaille commémorative frappée en 1977 dans les royaumes du Commonwealth pour fêter le jubilé d'argent d'Élisabeth II (en) célébrant le 25e anniversaire de l'accession au trône de la reine Élisabeth II.
La médaille est identique dans tous les royaumes, à l'exception du Canada où elle comporte des éléments uniques.